# 李廌
李廌（1059年—1109年），字方叔，號齊南先生、太華逸民，齋號德隅齋。華州（今陝西省華縣）人，北宋文学家，蘇軾弟子，蘇門六君子之一。

## 生平
父李惇与蘇軾同年进士。六歲而孤，年少時以文章進謁蘇軾，甚獲讚賞，拊其背誉之“子之才，万人敌”，为“苏门六君子”之一。《鶴林玉露》記載：元祐三年，蘇軾主持禮部考試。考前蘇軾特地寫一篇《劉向優於楊雄論》送他。結果文章反而被章持、章援取得。最後李廌落榜，章援第一。蘇軾作詩給李廌：“平生漫說古戰場，過眼空迷日五色”。元祐六年（1091年），李廌又落第。
中年之後，絕意於仕途，寄居於長社（今河南省長葛東部）。

## 作品
擅長七言古詩及七言絕句，為文喜談古今治亂。其文《兵鉴》，向为后人所重视，四库馆臣认为“议论奇伟，尤多可取，固与局促辕下者异焉！”。著有《济南集》，一度亡佚，清初四庫館臣自《永乐大典》中辑出。

## 延伸阅读
[在维基数据编辑]
 在维基文库阅读此作者作品
 《宋史·卷444》，出自脱脱《宋史》